# Morgan Di Salvia
Morgan Di Salvia, né le 26 septembre 1981, est un historien, journaliste, libraire, animateur socioculturel et commissaire d'exposition belge. De 2019 à mai 2024, il est le rédacteur en chef du journal de bande dessinée Spirou. Puis, il devient éditeur chez Casterman.

## Biographie
Morgan Di Salvia naît le 26 septembre 1981,. Il grandit à Quaregnon en Wallonie. À l’âge de 7 ans, il découvre le journal Spirou et convainc ses parents de l’y abonner. Après des études de latin-grec à l’Athénée royal Marguerite Bervoets de Mons, il s’inscrit en faculté de philosophie et lettres à l'Université libre de Bruxelles, dont il sort diplômé en 2004. Il est licencié en histoire contemporaine. Son mémoire de fin d’études, consacré à la société de distribution cinématographique Progrès Films, reçoit la plus grande distinction du jury. Ce travail fait l’objet d’un publication en 2015 aux Éditions du Cerisier, avec une couverture dessinée par Philippe Geluck.
Il commence dans la vie professionnelle comme libraire spécialisé en bande dessinée. Repéré par l’éditeur Yves Schlirf, il intègre son équipe de libraires à Bruxelles, un métier qu’il exerce jusque 2008. 
En 2009, il est engagé comme animateur à la Maison culturelle de Quaregnon, où il est chargé de projets culturels dans divers domaines artistiques. En parallèle, il rejoint la rédaction du site ActuaBD où il signe une centaine d’articles par an jusqu’en 2014. La même année, il fait son entrée dans Spirou avec trois articles rédactionnels.
L'année suivante, il signe, en collaboration avec Pascal Lefèvre et le bureau d'études de SMartBe, un ouvrage intitulé Bande dessinée et illustration. État des lieux et situation socio-économique du secteur. Cette étude confirme que ce métier demeure une forme d’artisanat aux retombées incertaines. Il écrit également, les textes consacrés à la bande dessinée dans le catalogue d'exposition de Manières Noires, une exposition transdisciplinaire du BAM, édité par Les Impressions Nouvelles. Il contribue aussi au Journal indépendant et militant,.
Pour le roman graphique Marcinelle, 1956 de l'auteur de bande dessinée Sergio Salma, il rédige le dossier autour de l'immigration italienne, les mines et de la catastrophe du Bois du Cazier publié dans la collection « Écritures » aux éditions Casterman en 2012.
Pour les éditions Dupuis, il s'attèle à l'écriture des préfaces des trois intégrales de Charly (2013-2015), Jojo d'André Geerts (2017-2020) et celle de la nouvelle intégrale de la série Messire Guillaume de Matthieu Bonhomme et Gwen de Bonneval en 2023.
En 2014, il devient directeur de la Maison Culturelle de Quaregnon, où il amplifie la diversité de la programmation qu’il ouvre à de nombreuses nouvelles disciplines. Ainsi, il coordonne l’évènement Trésors des Pyramides Noires – Le Grand Ouest , dans le cadre du projet Mons 2015 capitale européenne de la culture ; lance le concept de « L’Amour Foot », mêlant football, théâtre, poésie et art contemporain ; fête les 25 ans de la Maison avec un double concert de Nicolas Michaux et Bony King of Nowhere, réunion symbolique de talents francophones et flamands ; initie le festival éMOTions consacré à la littérature et qui réunit en 2018 le chanteur-écrivain Magyd Cherfi, Les Baladins du miroir ou les romanciers Michel Vézina et Geneviève Damas. Il est également l'initiateur du festival RDVBD.
En juin 2019, il est nommé rédacteur en chef du journal Spirou, publication hebdomadaire des Éditions Dupuis, à Marcinelle,,,. Spirou continue à paraître pendant la période de la pandémie de Covid-19 malgré les difficultés rencontrées à savoir l'équipe de rédaction confinée, un changement d'imprimeur et de routeur dont il témoigne lors d'un reportage télévisé diffusé à la fin du premier confinement en 2020. 
Il propose au dessinateur Libon un défi : celui de dessiner ses personnages dans un roller coaster lancé à pleine vitesse. Le challenge filmé est réalisé par le dessinateur le 11 septembre 2021 lors du festival BD du Parc Spirou en Provence. 
En 2022, il assume, en compagnie de Thierry Tinlot et Benoît Fripiat, la fonction de commissaire de l’exposition Dupuis : la Fabrique de Héros. Cent ans de 9e art au Pays Noir,. Cet évènement est l’exposition inaugurale du nouveau Musée des Beaux-Arts de Charleroi. L'exposition réunit plus de 20 000 visiteurs en huit mois. Tout au long de cette période, Morgan Di Salvia participe activement à la célébration du centenaire des éditions Dupuis, lors de conférences, évènements et interviews dans la presse,.
Il publie dans l'hebdomadaire de nouvelles séries dont notamment Les Sœurs Grémillet de Alessandro Barbucci et Giovanni Di Gregorio, Cœur de ferraille de Béka et José Luis Munuera, Elliot au collège de Anna Maria Riccobono et Théo Grosjean, Pernille de Cyril Trichet, Dav, et Crash Tex de Dab's. Sous sa houlette, de nouvelles rubriques rédactionnelles  telles Les BD de ma vie de Paul Satis voient le jour.
En outre, il est trésorier de Folioscope, l’association sans but lucratif qui organise le festival Anima Bruxelles, principal rendez-vous du cinéma d’animation en Belgique.
Il est représenté dans ses fonctions par les deux Fabrice : Fabcaro et Erre dans la bande dessinée L'Édito publiée dans Spirou.

## Œuvres

### Publications

#### Ouvrages
- Morgan Di Salvia et Pascal Lefèvre, Bande dessinée et illustration. État des lieux et situation socio-économique du secteur[10], Bruxelles, SMartBe, 2010, 181 p., ill. ; PDF (lire en ligne)
- Hugues Dayez et Rudy Léonet, Recommandé par 5 Heures : Entretiens retranscrits par Morgan Di Salvia, d'après les bandes enregistrées retrouvées en 2014, Waterloo, La Renaissance du Livre, 2014, 186 p. (ISBN 978-2-507-05252-2, présentation en ligne)
- Progrès Films, un demi-siècle de distribution cinématographique en Belgique, Éditions du Cerisier, 2015.

#### Albums de bande dessinée
- Marcinelle 1956, Casterman, coll. « Écritures », Bruxelles, 29 août 2012
Scénario et dessin : Sergio Salma - Couleurs : noir et blanc -  (ISBN 9782203022256),auteur du dossier de contextualisation.

##### Charly l'intégrale
- Charly l'intégrale, Madga et Denis Lapière, préface historique des 3 volumes, Dupuis, 2013 - 2015
- 1. Charly, l'intégrale 1[14],[41], Dupuis, coll. « Grand public », Marcinelle, 2013
Scénario : Denis Lapière - Dessin : Magda - (ISBN 978-2-8001-5887-7)
- 2. Charly, l'intégrale 2, Dupuis, coll. « Grand public », Marcinelle, 2014
Scénario : Denis Lapière - Dessin : Magda - (ISBN 978-2-8001-6093-1)
- 3. Charly, l'intégrale 3, Dupuis, coll. « Grand public », Marcinelle, 2015
Scénario : Denis Lapière - Dessin : Magda - (ISBN 978-2-8001-6346-8)

- Les Belles Histoires de l'Oncle Paul illustrées par Jean Graton, préface historique, Dupuis, 2013

##### Jojo l’intégrale
- Jojo l’intégrale, André Geerts, préface historique des 4 volumes, Dupuis, 2017 – 2020
- 1. L'intégrale (1983-1991), Dupuis, coll. « Patrimoine », Marcinelle, 5 mai 2017
Scénario et dessin : André Geerts - Couleurs : quadrichromie -  (ISBN 978-2-8001-6092-4)
- 2. 1991 - 1998[42],[6], Dupuis, coll. « Patrimoine », Marcinelle, 4 mai 2018
Scénario et dessin : André Geerts - Couleurs : quadrichromie -  (ISBN 979-10-34730-14-8)
- 3. 1999 - 2003, Dupuis, coll. « Patrimoine », Marcinelle, août 2019
Scénario et dessin : André Geerts - Couleurs : quadrichromie -  (ISBN 979-10-34734-59-7)
- 4. 2004 - 2010[43], Dupuis, coll. « Patrimoine », Marcinelle, 2 octobre 2020
Scénario : André Geerts, Sergio Salma - Dessin : André Geerts - Couleurs : quadrichromie -  (ISBN 979-10-34747-83-2)

##### Messire Guillaume l’intégrale
- Messire Guillaume l’intégrale, Matthieu Bonhomme et Gwen de Bonneval, préface historique, Dupuis, 2023

#### Catalogues d'expositions
- Manières Noires, Les Impressions Nouvelles, 2010   (ISBN 978-2-87449-104-7)
- La Fabrique de héros - 100 ans d'édition chez Dupuis, Dupuis, Marcinelle, 6 janvier 2023
Scénario : José-Louis Bocquet et Serge Honorez - Dessin : collectif - Couleurs : quadrichromie -  (ISBN 979-10-34767-09-0)

### Commissariat d'exposition
- Dupuis : la Fabrique de Héros. Cent ans de 9e art au Pays Noir, Musée des Beaux-Arts de Charleroi, Charleroi, 2023.

#### Périodiques
- Paul Satis, « Bienvenue à la rédaction : Morgan Di Salvia », Spirou, Dupuis, nos 4498-4499,‎ 26 juin 2024, p. 35 (ISSN 0771-8071).

#### Articles
- Morgan Di Salvia (interviewé par Olivier Delcroix), « Spirou : «Nous devons continuer à égayer la vie de famille durant le confinement» », Le Figaro,‎ 19 avril 2020 (lire en ligne , consulté le 16 décembre 2023).
- Morgan Di Salvia et Oncle Gilbert (interviewés par Charles-Louis Detournay), « Morgan Di Salvia et Oncle Gilbert : "Ce bonus belge de Fluide Glacial est notre dernière chance avant l’explosion du pays !" », ActuaBD,‎ 31 décembre 2014 (lire en ligne, consulté le 7 septembre 2024).
- Morgan Di Salvia (interviewé par Christian Missia Dio), « Interviews : Morgan Di Salvia : « La dimension humaine dans le métier d’éditeur de BD est hyper importante. » », ActuaBD,‎ 12 juin 2024 (lire en ligne, consulté le 7 septembre 2024).

### Podcasts
- Dans ma bulle #222 - Dupuis, La Fabrique de Héros, avec Morgan Di Salvia sur avoir-alire.com (8 min 41 s), 17 août 2023.

### Émissions de télévision
- Tea Time, présentation Géraldine Rutsaert, émission du 10 mai 2017, sur Télé MB, (24 min 58 s).
- Le nouveau visage du magazine Spirou, reportage de Vincent Boquet le 5 juin 2019, sur Télésambre, (2 min 41 s).

### Vidéographie
- [vidéo] « Derrière le masque ... Morgan di Salvia », sur YouTube
- [vidéo] « Fréquence BD- Interview de Morgan Di Salvia, rédacteur en chef du journal Spirou- Spécial 50ème FIBD », sur YouTube